# 高麗仁宗
高麗仁宗（：／ Goryeo Injong；1109年10月29日—1146年2月28日），姓王，諱楷（：／ Wang Hae），字仁表，高麗的第17代君主，1123年─1146年在位。
仁宗在位期間發生以李資謙與拓俊京為中心所主導之政變，為高麗王朝規模最大之中央貴族社會政變之一。廟號仁宗，諡號克安恭孝大王，葬於長陵。

## 即位之初
睿宗昇遐後，外戚李資謙擁立睿宗之子仁宗為王。仁宗年幼僅14歲，加上意志不堅定且天性柔和，朝政均為仁宗之外祖父李資謙及其黨羽拓俊京所把持。李資謙為圖繼續鞏固自身地位，復將三女與四女進獻為仁宗之后妃，結黨營私，安插親族與部屬擔任朝中內外要職，並以權位之便乘機誣陷忠良，剷除異己。甚至唆使黨羽與其奴婢奪人財務，占人土地，引發民情憤慨。民間里巷間流傳「十八子（李）將王」，李資謙聞之，遂益生妄想之心，企圖謀篡王位。李資謙成為幕後實質上握有權力的統治者，日益作威作福，由於行事過度專擅，致使朝臣義憤填膺，甚至引起仁宗的厭惡。

## 外戚李資謙之亂
仁宗四年（1126年），仁宗的近臣金燦、安甫麟暗中窺知仁宗厭惡李資謙的擅權，於是夥同上將軍崔卓、吳卓等人密議，在半夜引兵入宮誅殺李資謙的黨羽拓俊京之子拓純與其弟拓俊臣。拓俊京得到急報後，連忙也引兵入宮將房屋付之一炬。大火延燒至內殿，仁宗緊急徒步逃至後苑避難，仁宗甚至準備下令讓位與李資謙以結束紛亂，近臣連忙上諫阻止，仁宗這才作罷。於是李資謙派遣黨羽到各地捕殺安甫麟等數十名朝中要員，將仁宗軟禁在寢所，並先後數次進毒藥企圖殺害仁宗，幸好每次都為王妃用奇智所救。不久後，李資謙與拓俊京之間因為雙方各自奴婢間的爭執而產生嫌隙，兩人關係因此日漸惡化。此時，得到仁宗密旨的內醫崔思全前往說服拓俊京，拓俊京遂痛悔前非，並決心效忠王室。於是，拓俊京奉仁宗之命拘捕李資謙，並將之流配至今之靈光，李資謙數個月後病死於流配地；李資謙的黨羽也均被流配至遠地，李資謙嫁與仁宗之二女也遭到罷黜，但因救急有功，所以仍然特別得到豐厚的賞賜。另一方面，拓俊京在勤王有功後，卻仗著功勳而日益囂張跋扈，仁宗五年（1127年），被流配至巖墮島（今之今智島）。

## 扩张领土
高丽睿宗时，辽所属的保州被高丽占领。仁宗继位后的1128年12月，金遣使高丽告以封宋朝二君为昏德公、重昏侯事，重提保州问题。高丽国王指出，保州本高丽领土，以蒙金朝先帝赐予。“不爱其地，特赐割赐，而只许保州一城，不许旁侧小土，此岂朝廷以至仁大德抚字小邦之意乎?”1129年11月高丽遣使入金进奉誓表，正式成为金的属国。金朝要求高丽遣返保州全部人口。1130年2月金宗室完颜勖上疏切谏，金太宗放弃了对保州逃移户口的追索。“自是保州封域始定”。

## 家庭

### 妻妾
| 稱號         | 生卒年     | 本貫 | 父母        | 備註                                             |
| ------------ | ---------- | ---- | ----------- | ------------------------------------------------ |
| 废妃李氏     | ？－1139   | 仁州 | 李資謙      | 李资谦第三女，仁宗之姨母。仁宗2年入宮，4年廢妃。 |
| 废妃李氏     | ？－1195   | 仁州 | 李資謙      | 李资谦第四女，仁宗之姨母。仁宗3年入宮，4年廢妃。 |
| 恭睿太后任氏 | 1109－1183 | 長興 | 任元厚 李氏 |                                                  |
| 宣平王后金氏 | ？－1178   |      | 金璿        | 王太妃、延壽宮主。                               |

### 子女

#### 子
| 稱號            | 生卒年     | 生母         | 配偶                      | 備註 |
| --------------- | ---------- | ------------ | ------------------------- | ---- |
| 高麗毅宗 王晛   | 1127－1173 | 恭睿太后任氏 | 莊敬王后金氏 莊宣王后崔氏 |      |
| 大寧侯 王暻     | 1130－？   | 恭睿太后任氏 | [ 2 ]                     |      |
| 高麗明宗 王晧   | 1131－1202 | 恭睿太后任氏 | 光靖太后金氏              |      |
| 元敬國師 王玄曦 |            | 恭睿太后任氏 |                           |      |
| 高麗神宗 王晫   | 1144－1204 | 恭睿太后任氏 | 宣靖太后金氏              |      |

#### 女
| 稱號     | 生卒年     | 生母         | 配偶        | 子女           | 備註                               |
| -------- | ---------- | ------------ | ----------- | -------------- | ---------------------------------- |
| 承慶宮主 |            | 恭睿太后任氏 | 恭化侯 王瑛 | 王氏（未嫁卒） | 王瑛（1126－1186）為高麗文宗曾孫。 |
| 德寧宮主 | ？－1192   | 恭睿太后任氏 | 江陽公 王瑊 |                | 高麗明宗二十二年卒。               |
| 昌樂宮主 | ？－1216   | 恭睿太后任氏 | 信安侯 王珹 | 元德太后柳氏   | 高麗高宗外祖母。                   |
| 永和宮主 | 1141－1208 | 恭睿太后任氏 | 邵城侯 王珙 |                | 諡敬和。                           |

## 附註
1. ↑  與大寧侯妃、光靖太后、宣靖太后同為江陵公王溫之女。
2. ↑  恭化侯王瑛（江陵公王溫之子）的墓誌銘稱他有一妹適大寧侯。
3. ↑  .   [2016-10-08]. （原始内容存档于2017-03-05）.
4. ↑  .   [2016-10-03]. （原始内容存档于2017-03-05）.